# Carouge (province)
Pour les articles homonymes, voir Carouge (homonymie).
La province de Carouge est l'une des circonscriptions du duché de Savoie. Il apparaît au XVIIIe siècle, sa capitale est Carouge.
Les autorités sardes — Victor-Amédée II de Savoie — ont constitué cette province autour de Carouge afin de concurrencer l'essor de la ville de Genève, en 1780. Le bourg de Carouge devient une ville en 1786.

## Organisation administrative de 1780 à 1792
Victor-Amédée III, roi de Sardaigne et duc de Savoie crée, par lettres patentes du 2 mai 1780, une nouvelle province dans l'objectif d"encourager le développement de la ville de Carouge qui en est le chef-lieu. Carouge devient le siège d'une intendance et le siège d'un juge-mage, transféré depuis à Saint-Julien-en-Genevois.
Les paroisses qui forment la province sont détachées des provinces voisines  :
- Veigy et Vinzier, détachées du Chablais savoyard ;
- Annemasse, Monthoux et Vétraz, détachées du Faucigny ;
- Andilly, Arcine, Bassy et Veytrens, Bans, Cercier, Cernex, Challonges, Chaumont, Chavannaz, Chêne, Chessenaz, Chevrier-en-Vuache, Clarafond, Contamine, Copponex, Cruseilles, Dingy-en-Vuache, Éloise, Épagny-de-Chaumont, Étrembières, Franclens, Frangy, Jonzier, Marlioz, Minzier, Monnetier-Mornex, Musièges, Présilly, Saint-Blaise, Saint-Germain, Saint-Jean-de-Chaumont, Sallenôves, Savigny, Usinens, Vanzy, Vovray et Vulbens détachées du Genevois.

Lors de l'annexion du duché de Savoie par la Convention nationale en 1792, la province de Carouge intègre le nouveau département du Mont-Blanc et est réorganisée en district de Carouge, composé de 8 cantons. En 1798, l'ensemble du territoire est attaché au nouveau département du Léman et disparait dans l'arrondissement communal de Genève, composé de 10 cantons.

## Organisation administrative de 1816 à 1837

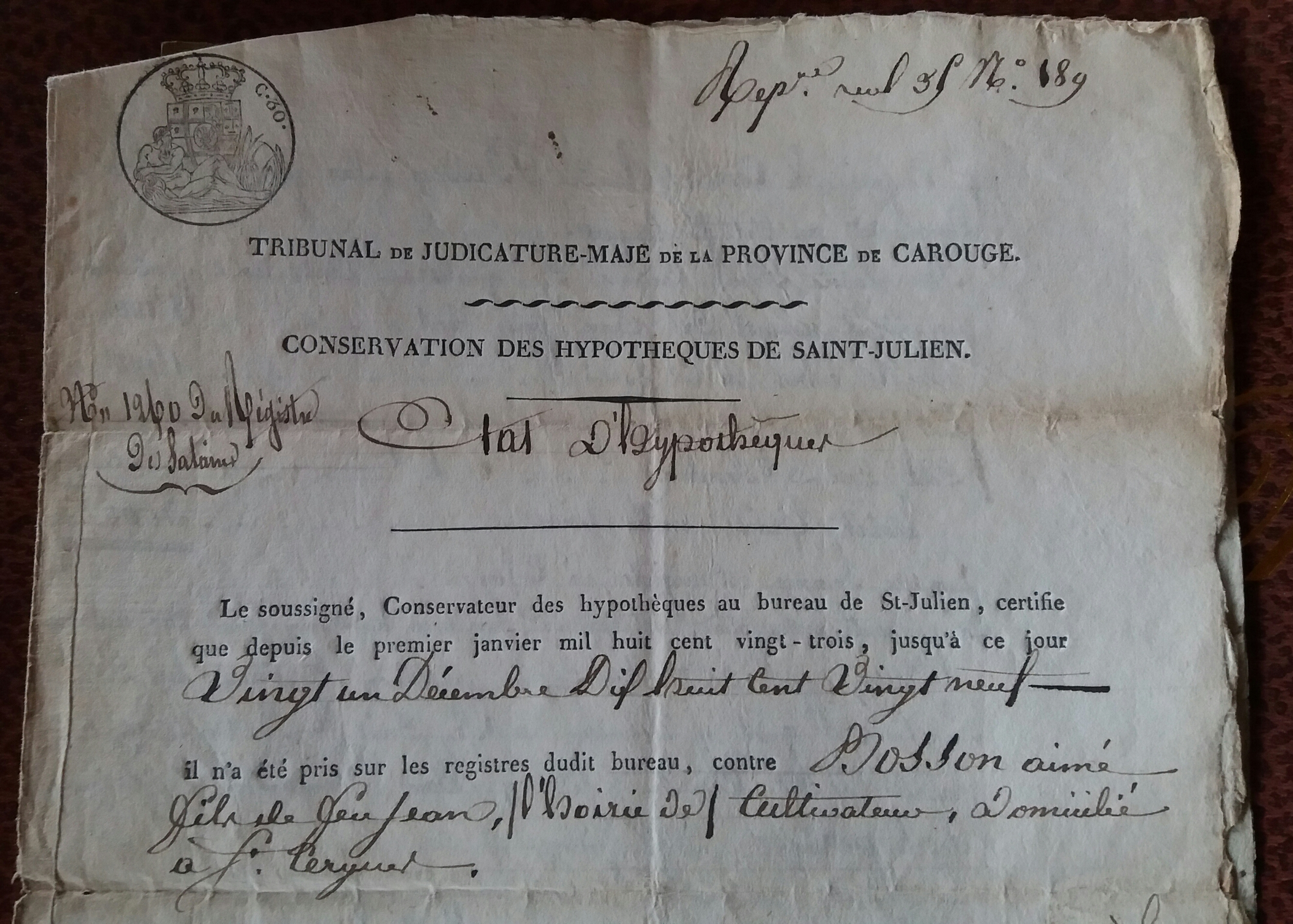
Document administratif de Saint-Julien, province de Carouge, concernant un habitant de la commune de Saint-Cergues, 1829. Porte le sceau des Etats de Savoie.

Après le traité de Turin du 16 mars 1816, Victor-Emmanuel Ier crée une nouvelle province de Carouge, dont le chef-lieu est Saint-Julien, qui comprend les mandements suivants :
1. Annemasse,
2. Reigner,
3. Saint-Julien

Chacun de ces mandements est organisé d'un chef-lieu (indiqué en italique) et par les communes suivantes :

### Mandement d'Annemasse
Les communes du mandement sont.
1. Ambilly
2. Annemasse
3. Arthaz-Pont-Notre-Dame
4. Bonne
5. Cranves-Sales
6. Fillinges
7. Juvigny
8. Loëx
9. Lucinges
10. Étrembières
11. Gaillard
12. Machilly
13. Marcellaz
14. Nangy
15. Saint-Cergues
16. Vétraz-Monthoux
17. Veigy-Foncenex
18. Ville-la-Grand

### Mandement de Reignier
Les communes du mandement sont.
1. Arbusigny
2. Ésery
3. Esserts
4. Monnetier-Mornex
5. La Muraz
6. Pers-Jussy
7. Reignier
8. Saint-Romain
9. Le Sappey
10. Scientrier

### Mandement de Saint-Julien
Les communes du mandement sont , :
1. Andilly
2. Beaumont
3. Bossey (et une portion de Verrier)
4. Cernex
5. Chaumont
6. Chavannaz
7. Chênex
8. Chevrier
9. Collonges-Archamps[note 1].
10. Contamine-en-Genevois
11. Copponex
12. Cruseilles
13. Dingy-en-Vuache
14. Épagny[note 2]
15. Feigères
16. Frangy
17. Jonzier[note 2]
18. Marlioz
19. Minzier
20. Musièges
21. Neydens
22. Présilly
23. Saint-Blaise
24. Saint-Julien[note 3]
25. Savigny
26. Thairy[note 4]
27. Valleiry
28. Vers
29. Viry
30. Vulbens

### Réorganisation de 1818
Un nouvel édit du 10 novembre 1818 réorganise partiellement la province et la composition des mandements. Le mandement d'Annemasse passe de 18 à 15 communes, avec la fusion de Ambilly-Gaillard ; l'ajout de Collonges-Archamps et le retrait de Fillinges, Marcellaz et Nangy. Le mandement de Reigner passe de 10 à 11 communes, avec la fusion des communes des Esserts et d'Ésery (Les Esserts-Ésery), ainsi que l'ajout de la commune de Fillinges. Enfin, le mandement de Saint-Julien passe de 30 à 29 communes, avec la perte de la commune de Collonges-Archamps. Toutefois, le mandement de Seyssel est intégré avec la disparition de la province de Rumilly.
Les communes du mandement de Seyssel sont :
1. Arcine
2. Bassy
3. Challonges
4. Chêne-en-Semine
5. Chessenaz
6. Chilly
7. Clarafond
8. Clermont
9. Desingy
10. Droisy
11. Éloise
12. Franclens
13. Menthonnex-sous-Clermont
14. Saint-Germain
15. Seyssel
16. Usinens
17. Vanzy

## Organisation administrative de 1837 à 1860
Charles-Albert de Sardaigne supprime, par lettres patentes du 2 septembre 1837 la province de Carouge. La province du Genevois reçoit alors le mandement de Saint-Julien et le mandement de Seyssel, la province du Faucigny est augmentée du mandement d'Annemasse et du mandement de Reigner.
Le mandement d'Annemasse perd les communes de Marcellaz et de Nangy, et comprend désormais la commune nouvellement créée d'Archamps.